# 德里坦·阿巴佐維奇
德里坦·阿巴佐維奇（1985年12月25日—）是現任蒙特內哥羅總理、聯合改革運動黨魁，於2022年籌組新聯合政府而上臺。該政府由親歐盟和親塞爾維亞的政黨共治。此前他是上屆內閣的副總理。他是阿爾巴尼亞族回教徒。